# 毛麝香
毛麝香（学名：Adenosma glutinosum），为玄参科毛麝香属下的一个植物种。